# Lieja-Bastogne-Lieja 2005
La Lieja-Bastogne-Lieja 2005 fou la 91a edició de la clàssica ciclista Lieja-Bastogne-Lieja. La cursa es va disputar el diumenge 24 d'abril de 2005, sobre un recorregut de 260 km, i era la desena prova de l'UCI ProTour 2005. El kazakh Aleksandr Vinokúrov (T-Mobile Team) va guanyar per davant de l'alemany Jens Voigt (Team CSC), i del neerlandès Michael Boogerd (Rabobank), segon i tercer respectivament.

## Classificació general
|    | Ciclista                | Equip                   | Temps      |
| -- | ----------------------- | ----------------------- | ---------- |
| 1  | Aleksandr Vinokúrov     | T-Mobile Team           | 6h 29' 09" |
| 2  | Jens Voigt              | Team CSC                | m. t.      |
| 3  | Michael Boogerd         | Rabobank                | + 14"      |
| 4  | Paolo Bettini           | Quick Step-Innergetic   | + 24"      |
| 5  | Cadel Evans             | Davitamon-Lotto         | m. t.      |
| 6  | David Etxebarria        | Liberty Seguros-Würth   | + 27"      |
| 7  | M. A. Martín Perdiguero | Phonak                  | + 28"      |
| 8  | Mirko Celestino         | Domina Vacanze-De Nardi | m. t.      |
| 9  | Damiano Cunego          | Lampre-Caffita          | m. t.      |
| 10 | Ángel Vicioso           | Liberty Seguros-Würth   | m. t.      |